# Nižný Čaj
Nižný Čaj (ungarisch Alsócsáj) ist eine Gemeinde im Osten der Slowakei mit 288 Einwohnern (Stand 31. Dezember 2024), die zum Okres Košice-okolie, einem Teil des Košický kraj, gehört und in der traditionellen Landschaft Abov liegt.

## Geographie
Die Gemeinde befindet sich im südöstlichen Teil des Talkessels Košická kotlina am rechten Ufer der Olšava. Das Ortszentrum liegt auf einer Höhe von 207 m n.m. und ist 18 Kilometer von Košice entfernt (Straßenentfernung).
Nachbargemeinden sind Vyšný Čaj im Norden, Blažice im Nordosten und Osten, Bohdanovce im Südosten und Süden, Nižná Hutka im Westen und Vyšná Hutka im Nordwesten.

## Geschichte
Nižný Čaj wurde zum ersten Mal 1335 als Chay schriftlich erwähnt, weitere historische Bezeichnungen sind unter anderen Also Czay (1630) und Nižny Cžaj (1773). Das Dorf war Teil der Herrschaft von Trstené, 1427 gab es 12 Porta. 1715 und 1720 wohnten hier drei Haushalte, 1772 12 Familien, davon drei Untermieterfamilien. 1828 zählte man 37 Häuser und 283 Einwohner. Von 1880 bis 1900 wanderten viele Einwohner aus.
Bis 1918/1919 gehörte der im Komitat Abaúj-Torna liegende Ort zum Königreich Ungarn und kam danach zur Tschechoslowakei beziehungsweise heute Slowakei. Auf Grund des Ersten Wiener Schiedsspruchs lag er von 1938 bis 1945 noch einmal in Ungarn.

## Bevölkerung
| Jahr                | 1994 | 2004     | 2014    | 2024    |
| ------------------- | ---- | -------- | ------- | ------- |
| Anzahl der Personen | 247  | 272      | 275     | 288     |
| Unterschied         |      | +10,12 % | +1,10 % | +4,72 % |

| Jahr                | 2023 | 2024 |
| ------------------- | ---- | ---- |
| Anzahl der Personen | 288  | 288  |
| Unterschied         |      | +0 % |

Gemäß der Volkszählung 2011 wohnten in Nižný Čaj 274 Einwohner, davon 245 Slowaken, 16 Roma sowie jeweils ein Magyare und Ukrainer. 11 Einwohner machten keine Angabe zur Ethnie.
185 Einwohner bekannten sich zur römisch-katholischen Kirche, 44 Einwohner zur reformierten Kirche, 14 Einwohner zur Evangelischen Kirche A. B., 10 Einwohner zur griechisch-katholischen Kirche und ein Einwohner zu den Mormonen. Fünf Einwohner waren konfessionslos und bei 15 Einwohnern wurde die Konfession nicht ermittelt.

## Bauwerke und Denkmäler
- römisch-katholische Kirche Christus König aus dem Jahr 1926[6]

## Verkehr
Durch Nižný Čaj führt die 3. Ordnung 3322 zwischen Bohdanovce (Anschluss an die Straße 2. Ordnung 552) und Olšovany. Der nächste Bahnanschluss ist der Bahnhof Ruskov an der Bahnstrecke Čierna nad Tisou–Košice.